# 喬治·華盛頓號航空母艦
喬治·華盛頓號核動力航空母艦（USS George Washington CVN-73），或常直接簡稱為華盛頓號，是美國尼米茲級核動力航空母艦的六號艦。1990年下水的華盛頓號是美國海軍第二艘以美國國父喬治·華盛頓為名而建造的軍艦。華盛頓號於2008年編入第七艦隊，以取代除役的小鷹號，並以日本神奈川縣橫須賀海軍基地為母港，是史上第一艘駐紮於日本境內的核子動力艦艇，也是美国海军唯一一艘永久在海外驻扎的航空母舰。2023年华盛顿号完成更換燃料暨複合大修，开启第二个25年的服役期。

## 搭載機隊 - 第五舰载机联队
- F-35C闪电II战斗机
- F/A-18E/F超級大黃蜂（Super Hornet）戰鬥/攻擊機
- EA-6B徘徊者式电子战机
- E-2C鹰眼式预警机
- S-3B海盗式反潜机（目前只有執行水面偵察任務）
- SH-60F/HH-60H 反潜直升机
- CMV-22B 鱼鹰飞机
- 某些時候尚有AV-8海鷂鷹式戰鬥機數架(不常出現，大多是在演習時或額外特殊訓練時出現)

## 历史

### 1990年代
1994年华盛顿号航母开始了她的首次部署。1996的第二次部署中，参与了前南斯拉夫的和平谈判和维和行动。1997至98年，展開第三次部署。

### 2000年代
在按计畫接受了一次中修工程（Incremental Availability）后，华盛顿号9.11发生的时候正在弗吉尼亚外海训练，被迅速派到纽约提供空中保卫。

### 2010年代
2010年底，华盛顿号航空母舰回到母港，进行维护和保养。
2011年3月8日，美国海军航空部队司令阿伦麦尔和越南驻日本大使馆的官员分别来到舰上访问。3月11日發生東日本大地震，华盛顿号前往日本東北地區外海，進行代號為「友達作戰」的災區救援協助工作。3月15日，华盛顿号航空母舰上的精密仪器检测到来自被3月11日仙台地震和海啸损毁的福岛核电站的微量的放射性，虽然剂量还不会影响公众的健康，航空母舰暫時撤出東北地區外海。3月21日，华盛顿号中断维护和保养，驶离横须贺港，驶往日本近海。美国海军的声明给出如下的原因：一是华盛顿号航母本身的能力，二是此次日本地震及随后的海啸和核电站危机所产生的复杂局面。维护和保养在海上继续进行。4月5日，华盛顿号停靠美軍駐九州的佐世保军港，参与维护和保养的美国非军事人员500多人离开了华盛顿号。4月20日，华盛顿号回到母港。5月25日，日本防卫厅代表登舰访问。5月27日，例行的维护和保养全部完成。5月31日，加拿大海军司令登舰访问。
6月3日，华盛顿号舰长在纪念中途岛战役69周年的全体官兵大会上，作了本年度巡弋部署前的激励讲话。6月4日，华盛顿号出海试验，装载武器弹药，進行出航部署的最后准备。6月12日，华盛顿号航母正式开始本年度夏秋巡航。6月16日，已经全部装备超级大黄蜂战机的美国海军第五航母航空大隊从美国驻日本厚木海军航空基地出发，飞抵华盛顿号航母，这样华盛顿号成为首艘全部装备有超级大黄蜂的美国海军航空母舰。6月28日，华盛顿号进入南中国海，艦長通过Twitter和Facebook高调发出这条消息。7月6日，华盛顿号穿越巽他海峡进入印度洋。7月7日，印度尼西亚海军官员登舰参观。7月16日，澳大利亚媒体访问了华盛顿号。7月18日起，停泊在澳大利亚北部外海里达尔文市300公里的海面上 的华盛顿号加入两年一度的代号为“护符佩剑”的美国、澳大利亚联合军事演习。8月5日，华盛顿号经南中国海抵达暹羅灣，美国驻泰国大使和泰国军方和政府官员登舰参观。8月6日，华盛顿号抵达泰国莱查班港访问。
2013年11月8日，華盛頓號到香港訪問5日。
2014年8月6日，華盛頓號航母戰鬥群在日本以東海域進行威力展示活動。該艦隊剛剛結束與日本印度海軍的聯合軍演。目前，華盛頓號航母隸屬於美國海軍第7艦隊，主要負責維護美國及其盟國在亞太地區海上利益。 
2015年8月，华盛顿号和雷根號航母在圣地亚哥举行交接，在华盛顿号进行中期更換燃料暨複合大修（RCOH）的阶段，雷根号将担任美军在日本前沿部署航母的任务。2015年9月上旬，华盛顿号离开圣地亚哥，花三个月的时间（期间和南美国家海军有联合演习和港口访问），在12月中旬抵达诺福克基地。
2017年8月，华盛顿号进入紐波特紐斯船廠干船坞進行為期5年多的更換燃料暨複合大修（RCOH）升級改裝作業。

### 2020年代
2023年5月，华盛顿号完成更換燃料暨複合大修後，轉往諾福克海軍基地进行海试和整裝。此次航母大修几乎花了整整6年时间，接近建造这艘航母的时间，尽管有covid-19疫情的影响，为此美国国家利益杂志提出了批评。
2024年4月下旬，华盛顿号从美国东岸的弗吉尼亚诺福克海军基地出发，绕经南美洲最南端的麦哲伦海峡，在7月中旬来到美国西岸加利福尼亚圣地亚哥海军基地，和里根号航母完成交接，包括舰载机队和部分水兵。美国海军宣布，一个F35C舰载机中队将加入华盛顿号下属的第5舰载航空联队，跟随华盛顿号永久部署在日本。 2024年8月下旬，华盛顿号仍在圣地亚哥附近海域训练。为了应对中东哈马斯以色列战争危机，正在亚太执行任务的林肯号航母已被紧急调往中东地区，美国海军在亚太没有一艘航母部署，所谓“航母空档期”。 2024年10月1日，华盛顿号航母离开圣地亚哥，驶往新的基地即日本横须贺基地。 11月13日，刚刚抵达的华盛顿号在东中国海参加了美日韩代号为“自由刀刃”三方联合军事演习。 美国驻日本大使拉姆·伊曼纽尔观看演习，并在华盛顿号上举行新闻发布会。据日本防卫省称，“自由刀刃”演习旨在提高应对网络攻击、弹道导弹威胁、防空和反水面作战等领域的能力。演习参与者包括配备先进雷达的自卫队 E-767 空中预警和控制飞机、三国配备宙斯盾的舰艇以及具有先进网络能力的 F-35 隐形战斗机，强调实时信息共享。 11月17日，四个舰载攻击机中队从华盛顿号飞回日本岩国航空基地。 11月19日，日本外务省发表声明：“接到驻日美军通知，华盛顿号即将抵达横须贺，开始前沿部署。在日本周边安全环境日益严峻的背景下，通过前沿部署“华盛顿号”航空母舰和第5舰载机联队，维持美国海军的强大存在，对于日本的安全以及维护地区和平与稳定至关重要。日本高度重视美国第七舰队为此发挥的作用。” 11月22日，华盛顿号抵达横须贺港。 美国第七舰队司令、海军中将弗雷德卡切尔表示：“美国航空母舰代表着我们最先进的海上能力，也是我们对日本和西太平洋安全最先进的投资。乔治华盛顿号带回了现代化的尖端技术，代表了我们对该地区威慑和安全的投资。” 12月9日，美国国防部长奥斯汀访问了停靠在日本横须贺的华盛顿号航空母舰，他感谢水兵们为支持美国军队、美日同盟以及自由开放的印度-太平洋地区所做的服务和牺牲。
2025年3月7日，日本防卫省发布消息，驻扎在岩国航空基地华盛顿号第5舰载航空联队的固定翼飞机将前往关岛等地训练，“将训练转移到关岛和其他地点是为了减少训练活动对周边地区的影响。” 4月22日，美国海军舰艇修理厂和日本地区维护中心 (SRF-JRMC) 在华盛顿号上完成了双层机库夹层的安装；之前，里根号航空母舰 (CVN 76) 上也完成了同样的改造。 5月25日上午，华盛顿号航空母舰离开日本横须贺海军基地进行海上试航，为即将到来的夏季巡逻做准备。此次巡逻将是该航母自去年11月返回日本担任前沿部署海军部队航空母舰以来首次离开日本执行巡逻任务。华盛顿号所属的舰载机联队目前正在硫磺岛进行野外航母着舰练习，该练习将于5月30日结束 。 5月19日至31日期间，在日本硫磺岛进行的野外舰载机着舰训练（FCLP）成功完成了资格认证。此次强化训练是在他们部署到华盛顿号之前进行的。参与FCLP的飞机包括F-35C“闪电”Ⅱ战斗机、F/A-18E/F“超级大黄蜂”战斗机、EA-18G“咆哮者”电子战飞机和E-2D“鹰眼”电子战飞机，这些飞机在确保印太地区舰载机作战准备和战术优势方面发挥着核心作用。 6月4日，华盛顿号完成夏季巡逻前的海上试验后返回横须贺，海试在日本附近的海域举行，随行有第12海上作战中队第12“金鹰”直升机队，部分舰载机联队于5月28日登上航母进行飞行作业，同一天，华盛顿号还与军事海运司令部租用的油轮进行了海上加油。华盛顿号的上级指挥特遣舰队第70舰队于5月28日在横须贺与日本海上自卫队举行了年度参谋会谈，第70舰队司令和日本海上自卫队舰队护航部队司令主持了会议，参谋人员讨论了海上战略以及即将进行的巡逻、行动和演习，“这些参谋会谈包括详细的规划和协调，为全年的双边行动奠定基础，使我们的联合海军能够团结起来，成为一支强大的威慑队伍。”
2025年6月10日，华盛顿号离开横须贺海军基地，驶出东京湾，开始自去年返回日本以来的首次巡逻。 华盛顿号在菲律宾海活动后，经巴士海峡于7月1日抵达南中国海，接待了来自澳大利亚、加拿大、日本、新西兰和英国的驻菲律宾外交官。7月2日接待了菲律宾媒体 。7月3日停靠马尼拉湾港口。 7月4日，华盛顿号指挥官在马尼拉拜访了菲律宾海军高层领导，此次会议恰逢美国独立日和菲美友谊日。 7月7日，华盛顿号离开马尼拉进入南海。 7月10日，华盛顿号在西里伯斯海航行时与军事海运司令部租用的油轮并行，进行海上加油。 7月13日华盛顿号抵达澳大利亚附近海域参加2025“护身符军刀”演习。 7月18日，华盛顿号和英国海军威尔士亲王号航空母舰在帝汶海会合，标志着自演习开始以来，美国和英国的航空母舰首次在演习中共同行动。演习在从达尔文到布里斯班的北领地和昆士兰州的广阔海域举行。 两个航母战斗群均装备有F-35“闪电”II战斗机：华盛顿号航母装备有F-35C战斗机，威尔士亲王号上搭载了F-35B；澳大利亚皇家空军陆基F-35A和美国海军陆战队的F-35B战机也登上了美国号两栖攻击舰（LHA-6），参加了“护身符军刀”演习。 7月28日一名水兵失踪疑似落水，经过45多个小时的连续搜救工作后，美国海军和澳大利亚国防军和澳大利亚边防部队于7月30日停止了在帝汶海的搜寻工作。 英国威尔士亲王号、美国华盛顿号和日本加贺号航空母舰美国海军的两栖攻击舰“美利坚号”于8月10日在北菲律宾海并排航行，大批战机在上空飞行，进行大规模的海军力量展示。据日本海上自卫队称，此次演习旨在进行跨甲板作战和反潜作战训练。为期九天的演习于8月12日结束。超过十艘舰艇参加了此次演习，包括挪威、西班牙和澳大利亚海军的舰艇。 8月17日，华盛顿号抵达关岛访问。

## 外部連結
- 美國海軍官方網站（页面存档备份，存于）

## 资料来源
1. ↑  Polmar, Norman. . Naval Institute Press. 2004: 112. ISBN 978-1-59114-685-8. （原始内容存档于2016-04-14）.
2. ↑   (PDF).   [2021-04-15]. （原始内容 (PDF)存档于2017-05-01）.
3. ↑  . Navweaps.com. 29 April 1999  [2012-01-10]. （原始内容存档于2010-01-11）.
4. ↑  http://www.navy.mil/search/display.asp?story_id=60974
5. ↑  http://www.facebook.com/login/setashome.php?ref=home#!/notes/uss-george-washington-cvn-73/george-washington-conducts-carrier-qualifications-by-mass-communication-speciali/10150194648027452
6. ↑  .   [2011-06-30]. （原始内容存档于2020-04-29）.
7. ↑  http://www.facebook.com/notes/uss-george-washington-cvn-73/a-message-from-the-commanding-officer-hello-from-the-international-waters-of-the/10150212506607452
8. ↑  .   [2011-07-22]. （原始内容存档于2012-01-25）.
9. 1 2 3  . www.gonavy.jp.   [2024-08-30]. （原始内容存档于2025-01-20）.
10. ↑  .   [2023-12-04]. 原始内容存档于2023-12-09.
11. ↑  Suciu, Peter. . The National Interest. 2024-08-30  [2024-09-01]. （原始内容存档于2024-09-01） （英语）.
12. ↑  . United States Navy.   [2024-08-30]. （原始内容存档于2025-03-15） （美国英语）.
13. ↑  Staff, Naval News. . Naval News. 2024-07-16  [2024-09-02]. （原始内容存档于2024-11-27） （美国英语）.
14. ↑  Johnston, Carter. . Naval News. 2024-08-25  [2024-09-01]. （原始内容存档于2025-02-14） （美国英语）.
15. ↑  Dangwal, Ashish. . EURASIAN TIMES. 2024-10-03  [2024-10-08]. （原始内容存档于2024-11-09） （美国英语）.
16. ↑  Shimbun, The Japan News | The Yomiuri. . The Guam Daily Post. 2024-11-16  [2024-11-17]. （原始内容存档于2024-11-26） （英语）.
17. ↑  . DVIDS.   [2024-11-18]. （原始内容存档于2025-02-05） （英语）.
18. 1 2  .   [2024-11-20]. （原始内容存档于2025-01-19）.
19. 1 2  . Commander, U.S. 7th Fleet.   [2024-11-22]. （原始内容存档于2025-01-21） （美国英语）.
20. ↑  . U.S. Department of Defense.   [2025-01-07]. （原始内容存档于2025-03-21） （美国英语）.
21. ↑  . www.mod.go.jp.   [2025-03-11]. （原始内容存档于2025-03-08） （日语）.
22. ↑  Mahadzir, Dzirhan. . USNI News. 2025-03-10  [2025-03-11]. （原始内容存档于2025-03-14） （美国英语）.
23. ↑  . DVIDS.   [2025-05-02] （英语）.
24. ↑  Mahadzir, Dzirhan. . USNI News. 2025-05-26  [2025-05-27] （美国英语）.
25. ↑  Administrator. . armyrecognition.com.   [2025-06-06] （英国英语）.
26. ↑  Mahadzir, Dzirhan. . USNI News. 2025-06-06  [2025-06-06] （美国英语）.
27. ↑  . Stars and Stripes.   [2025-06-12] （英语）.
28. ↑  Mahadzir, Dzirhan. . USNI News. 2025-07-03  [2025-07-05] （美国英语）.
29. ↑  中时新闻网. . 中时新闻网. 2025-07-05  [2025-07-05] （中文（中国大陆））.
30. ↑  Kabagani, Lade Jean. . Daily Tribune. 2025-07-07  [2025-07-07] （英语）.
31. ↑  . DVIDS.   [2025-07-07] （英语）.
32. ↑  Arthur, Gordon. . USNI News. 2025-07-16  [2025-07-16] （美国英语）.
33. ↑  . www.royalnavy.mod.uk.   [2025-07-19] （英语）.
34. ↑  Mahadzir, Dzirhan. . USNI News. 2025-07-18  [2025-07-19] （美国英语）.
35. ↑  . DVIDS.   [2025-08-02] （英语）.
36. ↑  Slayton, Nicholas. . Task & Purpose. 2025-08-10  [2025-08-14] （美国英语）.
37. ↑  . DVIDS.   [2025-08-17] （英语）.

1. ↑  在此之前美國海軍曾擁有過三艘同名船隻，但其中一艘建造時的原名不同，另一艘則非屬作戰用軍艦。